# Leon Guwara
Leon Guwara (sinh ngày 28 tháng 6 năm 1996) là một cầu thủ bóng đá chuyên nghiệp người Đức hiện đang thi đấu ở vị trí hậu vệ trái cho câu lạc bộ FC Utrecht ở Eredivisie.

## Sự nghiệp câu lạc bộ
Guwara đã gia nhập câu lạc bộ 1. FC Köln khi còn là một đứa trẻ từ SW Köln vào năm 2003. Anh đã có 19 lần ra sân cho đội U-19 trong mùa giải 2013–2014 của giải U19 Bundesliga.
Vào tháng 4 năm 2014, có thông báo rằng Guwara sẽ gia nhập Werder Bremen cho mùa giải 2014–2015. Anh có trận ra mắt trong màu áo câu lạc bộ Werder Bremen vào ngày 5 tháng 2 năm 2016 trong trận gặp Borussia Mönchengladbach.
Vào ngày 31 tháng 8 năm 2016, Guwara gia nhập SV Darmstadt 98 theo dạng cho mượn cả mùa giải.
Vào tháng 6 năm 2017, anh chuyển sang thi đấu tại câu lạc bộ 1. FC Kaiserslautern dưới dạng cho mượn trong mùa giải 2017–18.
Vào tháng 5 năm 2018, câu lạc bộ FC Utrecht của Hà Lan đã thông báo về việc ký hợp đồng với Guwara cho mùa giải 2018–19. Guwara đã đồng ý một hợp đồng ba năm tại câu lạc bộ này.

## Thống kê sự nghiệp
Tính đến 1 tháng 7 năm 2019
| Câu lạc bộ                      | Mùa giải            | Giải                | Giải    | Giải      | Cúp quốc gia | Cúp quốc gia | Cúp Châu Âu | Cúp Châu Âu | Khác    | Khác      | Tổng cộng | Tổng cộng |
| Câu lạc bộ                      | Mùa giải            | Giải đấu            | Số trận | Bàn thắng | Số trận      | Bàn thắng    | Số trận     | Bàn thắng   | Số trận | Bàn thắng | Số trận   | Bàn thắng |
| ------------------------------- | ------------------- | ------------------- | ------- | --------- | ------------ | ------------ | ----------- | ----------- | ------- | --------- | --------- | --------- |
| Werder Bremen II                | 2014–15             | Regionalliga Nord   | 25      | 1         | -            | -            | -           | -           | 2       | 0         | 27        | 1         |
| Werder Bremen II                | 2015–16             | 3. Liga             | 18      | 2         | -            | -            | -           | -           | -       | -         | 18        | 2         |
| Werder Bremen II                | Tổng                | Tổng                | 43      | 3         | 0            | 0            | 0           | 0           | 2       | 0         | 45        | 3         |
| Werder Bremen                   | 2014–15             | Bundesliga          | 1       | 0         | 1            | 0            | -           | -           | -       | -         | 2         | 0         |
| Darmstadt 98 (cho mượn)         | 2016–17             | Bundesliga          | 17      | 0         | 0            | 0            | -           | -           | -       | -         | 17        | 0         |
| 1. FC Kaiserslautern (cho mượn) | 2017–18             | 2. Bundesliga       | 25      | 0         | 2            | 0            | -           | -           | -       | -         | 27        | 0         |
| Utrecht                         | 2018–19             | Eredivisie          | 12      | 0         | 2            | 0            | -           | -           | -       | -         | 14        | 0         |
| Tổng cộng sự nghiệp             | Tổng cộng sự nghiệp | Tổng cộng sự nghiệp | 43      | 3         | 0            | 0            | 0           | 0           | 2       | 0         | 45        | 3         |

## Sự nghiệp quốc tế
Guwara sinh ra ở Đức cha của anh là người Gambia còn mẹ là người Đức. Anh từng đại diện cho đội tuyển Đức thi đấu ở các cấp độ trẻ khác nhau.